# Morphée
Ne doit pas être confondu avec Orphée.
Pour les articles homonymes, voir Morphée (homonymie).
Dans la mythologie grecque et romaine, Morphée (en grec ancien Μορφεύς / Morpheús) est une divinité mineure des rêves, un des Oneiroi, les mille enfants d'Hypnos (le Sommeil).
Il apparait dans les Métamorphoses d'Ovide, où il annonce en rêve à Alcyone la mort de son mari Céyx en prenant la forme de celui-ci.

## Étymologie
Le nom Μορφεύς / Morpheús est issu de μορφή / morphế (« forme »), ce qui correspond à la capacité du dieu de créer des apparitions dans les rêves des mortels,,.
Karl Tümpel (de) propose de rapprocher ce nom de μορφνός / morphnós (« sombre », « noirâtre »), faisant de Morphée un être obscur et nocturne, en relation avec Nyx, la Nuit,,. Si un lien entre les termes n'est pas rejeté, la première hypothèse est préférée.

## Mythe

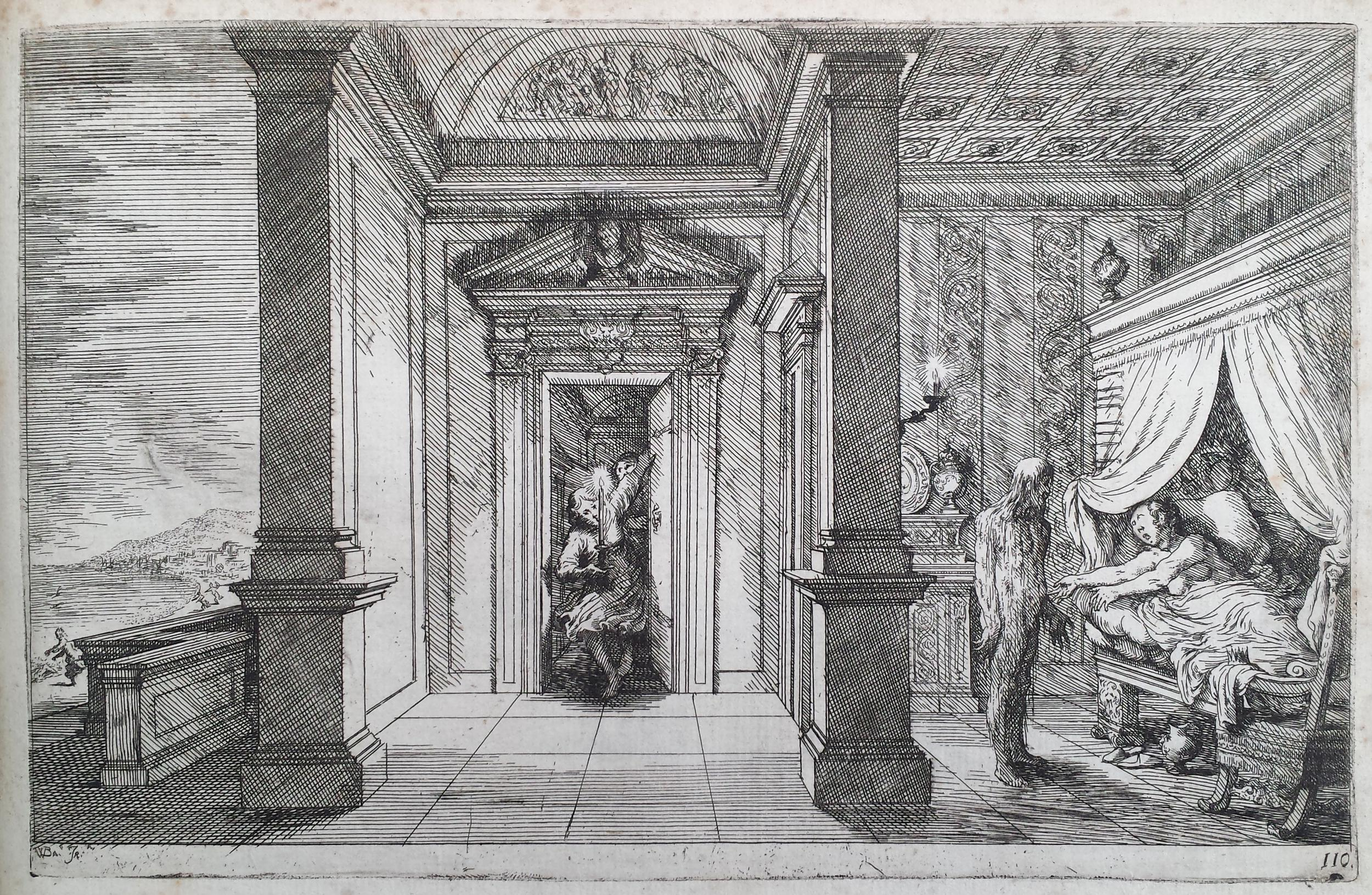
Morphée dans la demeure de Céyx, devant Alcyone, Johann Wilhelm Baur, estampe, 1641, British Museum.

La seule mention antique de Morphée se trouve dans les Métamorphoses de l'auteur romain Ovide. Il s'agit peut-être d'une invention du poète, à moins qu'il tire cette tradition d'une source alexandrine, comme pour le reste du passage.
Morphée apparait dans l'histoire d'Alcyone et Céyx : Alcyone prie Junon pour le retour de son mari Céyx, sans savoir que celui-ci est mort en mer. La déesse envoie Iris, sa messagère, demander à Hypnos, le dieu du sommeil, d'apprendre la nouvelle de la mort de Céyx à sa femme, en rêve. Iris trouve le dieu dans une caverne sombre, au pays des Cimmériens, où coule l'eau du Léthé, le fleuve de l'oubli.
Parmi les milles enfants d'Hypnos, les Oneiroi, trois sont nommés : Morphée, Icélos ou Phobétor et Phantasos, capables de créer des « formes », respectivement d'humains, d'animaux et de paysages. Morphée, le plus habile, s'envole silencieusement jusqu'à Trachis où il apparait à Alcyone sous la forme du cadavre de Céyx pour conter sa mort et demander des funérailles.

## Postérité

### Arts

#### Littérature
Dans La Fontaine Amoureuse, publiée en 1361, Guillaume de Machaut présente une réécriture du mythe de Morphée, Alcyone et Céyx, nommée la « Complainte de l'Amant », à partir de la version du mythe présentée dans L'Ovide moralisé.
Pendant la Renaissance, la littérature néo-latine reprend la description de Morphée et ses frères comme des artistes parfaits, qui imitent la réalité.
Au XVIe siècle, dans Le Temple de Bonne renommée, Jean Bouchet reprend la scène mythologique de la grotte d'Hypnos, mais remplace Morphée, Phantasos et Phobétor par les cinq degrés de classification des songes par Macrobe, en faisant des sortes de personnages mythologiques.
Dans la série de romans graphiques Sandman (parue entre 1989 et 1996), ainsi que dans l'adaptation en série télévisée (diffusée en 2022), le personnage principal, Dream, porte plusieurs surnoms, parmi lesquels ceux de « Morpheus » et de « Oneiros » ; il partage également avec Morphée la capacité de s'introduire dans les rêves des mortels.

#### Cinéma
Le personnage de Morpheus, incarné par Laurence Fishburne (entre 1999 et 2003) et Yahya Abdul-Mateen II (en 2021) dans la série de films Matrix, s'inspire à la fois du personnage mythologique originel et de celui des romans graphiques Sandman,.

### Expressions
L'expression « être dans les bras de Morphée » signifie « rêver », « dormir profondément », tandis que « tomber dans les bras de Morphée » veut dire « s'endormir ».

### Sciences

#### Astronomie
(4197) Morphée, astéroïde Apollon découvert le 11 octobre 1982, est nommé en 2015 en référence à Morphée et, par extension, à Morpheus, personnage de la série de films Matrix.

#### Chimie
La morphine, alcaloïde d'opium issu du pavot somnifère découvert au début du XIXe siècle, est nommée en 1817 « morphium » par Friedrich Sertürner en référence à Morphée, en raison du pouvoir soporifique de la molécule,.

### Sources antiques
- Ovide, Métamorphoses [détail des éditions] [lire en ligne] (XI, 592-676).

#### Encyclopédies et dictionnaires
- Pierre Grimal (préf. Charles Picard), Dictionnaire de la mythologie grecque et romaine, Paris, Presses universitaires de France, 1994, 12e éd. (1re éd. 1951), 574 p. (ISBN 2-13-044446-6), « Morphée », p. 303.
- (de) Rudolf Hanslik, « Morpheus », dans Realencyclopädie der classischen Altertumswissenschaft, vol. XVI-1, Stuttgart, Metzler, 1933 (lire sur Wikisource), col. 313.
- Vassilis Kapsambelis, « Morphée », dans Philippe Zawieja, Dictionnaire de la fatigue, Genève, Librairie Droz, 2016 (ISBN 978-2-600-04713-5, lire en ligne), p. 571-573.
- (de) Karl Tümpel, « Morpheus », dans Wilhelm Heinrich Roscher, Ausführliches Lexikon der griechischen und römischen Mythologie, vol. II-2, Leipzig, Teubner-Verlag, 1897 (lire sur Wikisource), col. 3215.

#### Études
- Sylviane Bokdam, Métamorphoses de Morphée : théories du rêve et songes poétiques à la Renaissance, en France, Paris, Éditions Honoré Champion, 2012, 1185 p. (ISBN 978-2-7453-2356-9).